# آرتورو رومن
آرتورو رومن یک شخصیت داستانی در مجموعه نتفلیکس خانه کاغذی است که توسط انریکه آرسه به تصویر کشیده شده است. در برنامه تلویزیونی، او یک گروگان و مدیر سابق ضرابخانه سلطنتی اسپانیا است.

## شخصیت
آرتورو رومن گروگان در فصل‌های ۱ و ۲ است که در طی آن او یک عامل اصلی محرک مخالفت گروگان‌ها علیه اسیران آن‌ها است. آرتورو در اولین قسمت سریال، نام مستعار «آرتوریتو» (انگلیسی: litte Arturo) را از دنور دریافت می‌کند، نامی که برای بقیه سریال می‌چسبد. آرتورو از زندگی خود ناراضی و پس از حمله به ضرابخانه و اشتیاق به برقراری مجدد رابطه با معشوقه سابق خود مونیکا، آرتورو اقدام‌های لازم را برای تبدیل شدن به گروگان مجدداً در زمان سرقت بانک اسپانیا در فصل ۳
از آنجا که او به حرفه بازیگری خود در ایالات متحده متمرکز شده بود، آرسه در اصل علاقه‌ای به ایفای نقش آرتورو نداشت، که او را «یک مرد منزجر کننده» می‌دانست. آرسه بعد از دیدن یک تبلیغ قرعه‌کشی به عنوان نشانه تصمیم گرفت و به این دلیل که قوس آرتورو قرار بود کوتاه مدت باشد، قرار بود این شخصیت پس از قسمت ششم بمیرد. مجله برزیلی وژا این شخصیت را "عاشق بعضی‌ها و نفرت دیگران (و احتمالاً نفرت انگیزتر)" توصیف کرد، و مارکو المودوار از ال اکونومیستا در ابتدا آرتورو را «کمی تحمل ناپذیر» و بعداً مورد علاقه طرفداران قرار دادند، به طوری که سازندگان تصمیم گرفتند فصل ۳ را با آرتورو به عنوان قهرمان باز کنند. آرسه این تغییر در درک مخاطبان را به علتی طنز که شخصیت ارائه می‌دهد نسبت داد، علی‌رغم اینکه نقش کمی در داستان دارد. گیرمو کورائو از لا ناسیون در فصل ۳ آرتورو را به عنوان نمونه‌ای مهم برای خرده فروشی‌های غیر ضروری این قسمت که باعث شکسته شدن ریتم می‌شوند، نام برد و فرض کرد که این شخصیت فقط برای خوشحال کردن طرفداران آورده شده است.